# Fundgebiet Wedebruch
Das mittelsteinzeitliche Fundgebiet Wedebruch liegt im nördlichen Harzvorland bei Langelsheim im Landkreis Goslar in Niedersachsen.

## Fundgeschichte
In den 1970er Jahren wurde dort von H. Lange auf den Hängen beiderseits einer Erosionsrinne eine ausgedehnte mittelsteinzeitliches Fundkonzentration entdeckt. Lange sammelte auf einer Fläche von etwa 250.000 m² etwa 10.000 Artefakte auf. Die Fundstreuung lässt 25 einzelne Fundplätze von 40 bis 50 m Durchmesser erkennen, die alle ein ähnliches Werkzeugspektrum enthalten.
Unter den Mikrolithen überwiegen die Dreiecke, Dreieckspitzen und einfache Spitzen. 
Es kommen Endretuschen, Kratzer, Kernbeile und Stichel, sowie Schlagsteine und zahlreiche Retuschen vor. 
Auf einem länglichen Tonschiefergeröll befindet sich, als bisher einziger Beleg mittelsteinzeitlichen Kunstschaffens in Niedersachsen, ein eingraviertes Fischgrätmuster. 
Das Fundmaterial – zu 91 % Abschläge, Klingen und Kerne – besteht zu etwa 95 % aus baltischem Feuerstein und zu etwa 4 % aus Kieselschiefer. 
Das Spektrum der Mikrolithen datiert die Fundplätze von Wedebruch ins ältere Mesolithikum. 
Während dieser Periode haben die Jäger und Sammler dieses Gelände über einen langen Zeitraum hinweg immer wieder aufgesucht – möglicherweise im saisonalen Rhythmus. 